# Trichineloză
Trichineloza (termenul preferat) sau trichinoza este o boala parazitară cosmopolită, contractată de om prin consumul de carne crudă sau insuficient preparată termic care conține larvele infestante a unui nematod vivipar din genul Trichinella.
Genul Trichinella, parazit al tubului digestiv al vertebratelor, cuprinde opt specii (Trichinella spiralis, Trichinella nativa, Trichinella britovi, Trichinella murrelli, Trichinella nelsoni, Trichinella pseudospiralis, Trichinella papuae, Trichinella zimbabwensis) și patru genotipuri (Trichinella'' T6, Trichinella'' T8, Trichinella'' T9, Trichinella'' T12). Trichineloza la om este provocată de speciile  Trichinella spiralis, Trichinella nativa, Trichinella britovi, Trichinella murrelli, Trichinella nelsoni, Trichinella pseudospiralis și Trichinella T12. Ciclul de viață a parazitului presupune o singură gazdă care joacă atât rolul de gazdă definitivă (găzduiește paraziții adulți în mucoasa intestinală), cât și de gazdă intermediară (găzduiește larvele infestante care parazitează fibrele musculare striate). 
Contaminarea se produce prin ingestia de carne parazitată (de porc, mai rar de mistreț, focă, urs, cal, câine, pisică etc. în funcție de obiceiurile alimentare), consumată crudă sau insuficient preparată termic,  care conține larve vii închistate de Trichinella.
Trichineloza prezintă un risc alimentar pentru oameni, datorită numărului mare de specii, repartiției cosmopolite a parazitului, slabei specificității a gazdei și complexității ciclului epidemiologic.
Boala poate fi prevenită eficace prin aplicarea măsurilor de profilaxie domestice (consumul cărnii după o prealabilă tratare termică) și a sănătății publice (controlului sanitar al cărnii de porc prin examen trichinoscopic; prevenirea infestării porcilor prin deratizări pentru distrugerea șobolanilor). 
Perioada de incubație este variabilă, între 2 si 28 de zile, cu media între 10-14 zile, fiind invers proporțională cu severitatea infestării. Trichineloza evoluează în 3  faze. 1. Fază intestinală cu debut la 1-2 zile după ingestia de carne, se manifestă prin diaree, greață, vomă, dureri abdominale. 2. Faza de diseminare a larvelor în sânge, cu debut la 2-4 săptămâni după ingestia de carne, manifestată prin febră, mialgii, edeme faciale și palpebrale bilaterale, erupții urticariene și eozinofilie care poate depăși 50%, ajungînd chiar la 80%. 3. Fază tisulară de închistare a larvelor în mușchi (cronică),  începe în săptămâna a 3-a,  când febra scade, însă mialgiile și manifestările alergice persistă mult timp. În acest stadiu larvele închistate pot fi evidențiate în biopsia musculară; radiologic, se pot pune în evidență focare de calcifiere în masele musculare. În forme severe de boală apar complicații. 1. Complicații neurologice: polinevrite, meningită, encefalită, pareze focale sau difuze, delirium și psihoză. 2. Complicații cardio-vasculare: miocardite, caracterizată prin tahicardie persistentă sau instalarea unei insuficiențe cardiace congestive, tromboze. 

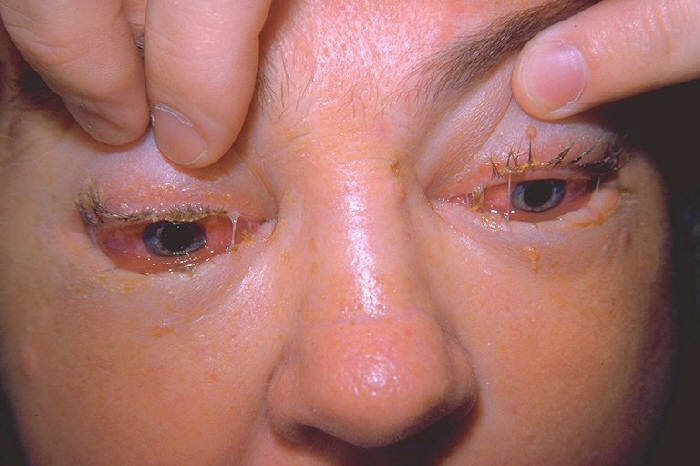
Edem periorbital în trichineloză.

Manifestările clinice care asociază febra, mialgia, edemul periorbital bilateral și astenia sunt extrem de sugestive pentru trichineloză. Semnele biologice sugestive asociază o eozinofilie foarte crescută și o creșterea a enzimelor musculare. Confirmarea se face prin diagnostic serologic. 
Tratamentul asociază albendazolul sau mebendazolul cu o corticoterapie.
Severitatea clinică a anumitor forme de boală (atingere neurologică și cardiacă), riscul letal al bolii și obiceiurile alimentare ale populației explică importanța cunoașterii acestei parazitoze și impactul acesteia asupra sănătății publice.
1. ↑  Monarch Disease Ontology release 2018-06-29[*] Verificați valoarea |titlelink= (ajutor);
2. ↑  Disease Ontology, accesat în 15 mai 2019